# ドンファン (1995年の映画)
『ドンファン』（Don Juan Demarco）は、1995年のアメリカ映画で、コメディー・ラブロマンスである。アカデミー賞、ゴールデングローブ賞にノミネートされた。

## 概要
ジョン・アーノルド・デマルコは、自分は世界一の恋人ドン・ファンだと信じている男。マントとドミノマスクを身に着けたデマルコは、マーロン・ブランド演じるジャック・ミックラー博士の精神治療を受け妄想を治そうとするが、精神科のスタッフに予期せぬ影響を与え中にはデマルコの妄想に感化される者も。最も深く影響を受けたのはミックラー博士自身で、彼は満足していた結婚生活を再燃させる。

## あらすじ
ニューヨークにて、ある青年がビルから飛び降りようとしたところを、燃え尽き症候群の精神科医ジャックに引き取られる。その青年は、自分は1,502人の女を虜にした伝説の人物ドン・ファンであり、最愛の女に振られたために飛び降りようとしたと語る。
人格障害と診断されたドンファンであったが、彼の説く愛、彼の語る半生に、ジャックは魅了され、妻に情熱的に接し愛を語るようになっていくのだった。

## 登場人物
ドンファン (Don Juan)
1,502人の女を虜にした伝説の人物だと思い込んでいる。ジャックの診断では人格障害。故郷の村での艶やかなロマンスやインドでのハーレム生活、運命の人との破局を情熱的に語る。
ジャック (Dr. Jack Mickler)
精神科医。燃え尽き症候群で、退職を申し出ていた。妻マリリンとは冷めた関係。
マリリン (Marilyn Mickler)
ジャックの妻。
アナ (Doña Ana)
ドンファンの最愛の女性。

## キャスト
※括弧内は日本語吹替
- ドンファン・デマルコ - ジョニー・デップ（平田広明）
- ジャック・ミックラー - マーロン・ブランド（宮川洋一）
- マリリン・ミックラー - フェイ・ダナウェイ（田島令子）
- ドンナ・アナ - ジェラルディン・ペラス（山像かおり）
- ポール・ショールター - ボブ・ディッシー（稲葉実）
- ドンナ・イネス - レイチェル・ティコティン（駒塚由衣）
- ドンナ・フリア - タリサ・ソト（深見梨加）

## 音楽
ブライアン・アダムスのオリジナル曲「Have You Ever Really Loved a Woman?」が収録されているオリジナル・サウンドトラックは、1995年4月18日にリリースされた。

## 主題歌
ブライアン・アダムス「Have You Ever Really Loved a Woman」
- ビルボード・ホット100で、5週連続で1位
- アカデミー賞歌曲賞にノミネート
- ゴールデングローブ賞作曲賞、主題歌賞にノミネート